# Libellus (transport)
Pour les articles homonymes, voir Libellus.
Le réseau est entièrement gratuit depuis 2008[réf. nécessaire].

## Lignes du réseau

### Communes desservies
Le réseau dessert les seize communes de l'agglomération : Castres, Aiguefonde, Aussillon, Boissezon, Caucalières, Labruguière, Lagarrigue, Mazamet, Navès, Noailhac, Payrin-Augmontel, Pont-de-Larn, Le Rialet, Saint-Amans-Soult, Valdurenque et Le Vintrou. C'est un important bassin de population de plus de 85 000 habitants.

### Lignes urbaines
| Ligne                  | Caractéristiques | Caractéristiques                                           | Caractéristiques                                                     | Caractéristiques                                           | Caractéristiques                                           | Caractéristiques                                           | Caractéristiques                                           | Caractéristiques                                           | Caractéristiques                                           |
| Navette Castres Centre | Gares Castres ⥋ Gares Castres | Gares Castres ⥋ Gares Castres                              | Gares Castres ⥋ Gares Castres                                        | Gares Castres ⥋ Gares Castres                              | Gares Castres ⥋ Gares Castres                              | Gares Castres ⥋ Gares Castres                              | Gares Castres ⥋ Gares Castres                              | Gares Castres ⥋ Gares Castres                              | Gares Castres ⥋ Gares Castres                              |
| ---------------------- | --- | ---------------------------------------------------------- | -------------------------------------------------------------------- | ---------------------------------------------------------- | ---------------------------------------------------------- | ---------------------------------------------------------- | ---------------------------------------------------------- | ---------------------------------------------------------- | ---------------------------------------------------------- |
| Navette Castres Centre | Ouverture / Fermeture — / — | Longueur —                                                 | Durée 21 min                                                         | Nb. d’arrêts 28                                            | Matériel Minibus                                           | Jours de fonctionnement L, Ma, Me, J, V, S                 | Jour / Soir / Nuit / Fêtes O / N / N / N                   | Voy. / an —                                                | Exploitant Libellus                                        |
| Navette Castres Centre | Desserte : - Ville et lieux desservis : Castres Centre-ville, Saint-Jean, Salle Gérard-Philipe). - Gare desservie :. Gare de Castres |                                                            |                                                                      |                                                            |                                                            |                                                            |                                                            |                                                            |                                                            |
| Navette Castres Centre | Autre : - Arrêts non accessibles aux UFR : Villegoudou, Caras, Sicard, Sabatié, Gérard-Philipe, Venise. - Amplitudes horaires : La ligne circule du lundi au samedi de 6h50 à 19h25 - Date de dernière mise à jour : 2 septembre 2024.                                                                |                                                            |                                                                      |                                                            |                                                            |                                                            |                                                            |                                                            |                                                            |
| Navette Castres Centre | Dernière actualisation : — |                                                            |                                                                      |                                                            |                                                            |                                                            |                                                            |                                                            |                                                            |
| Navette Castres Siala  | Gares Castres ⥋ Ségala | Gares Castres ⥋ Ségala                                     | Gares Castres ⥋ Ségala                                               | Gares Castres ⥋ Ségala                                     | Gares Castres ⥋ Ségala                                     | Gares Castres ⥋ Ségala                                     | Gares Castres ⥋ Ségala                                     | Gares Castres ⥋ Ségala                                     | Gares Castres ⥋ Ségala                                     |
| Navette Castres Siala  | Ouverture / Fermeture — / — | Longueur —                                                 | Durée 43 min                                                         | Nb. d’arrêts 21                                            | Matériel Minibus                                           | Jours de fonctionnement L, Ma, Me, J, V, S                 | Jour / Soir / Nuit / Fêtes O / N / N / N                   | Voy. / an —                                                | Dépôt —                                                    |
| Navette Castres Siala  | Desserte : - Ville et lieux desservis : Castres Centre-ville / Le Siala / Lagarrigue Ségala |                                                            |                                                                      |                                                            |                                                            |                                                            |                                                            |                                                            |                                                            |
| Navette Castres Siala  | Autre : - Amplitudes horaires : La ligne circule du lundi au samedi de 6h30 à 19h42 - Date de dernière mise à jour : 2 septembre 2024. |                                                            |                                                                      |                                                            |                                                            |                                                            |                                                            |                                                            |                                                            |
| Navette Castres Siala  | Dernière actualisation : — |                                                            |                                                                      |                                                            |                                                            |                                                            |                                                            |                                                            |                                                            |
| 1                      | Ligne 1 : Aillot - Bisséous - Chartreuse | Ligne 1 : Aillot - Bisséous - Chartreuse                   | Ligne 1 : Aillot - Bisséous - Chartreuse                             | Ligne 1 : Aillot - Bisséous - Chartreuse                   | Ligne 1 : Aillot - Bisséous - Chartreuse                   | Ligne 1 : Aillot - Bisséous - Chartreuse                   | Ligne 1 : Aillot - Bisséous - Chartreuse                   | Ligne 1 : Aillot - Bisséous - Chartreuse                   | Ligne 1 : Aillot - Bisséous - Chartreuse                   |
| 1                      | Bouriatte ⥋ Chartreuse |                                                            |                                                                      |                                                            |                                                            |                                                            |                                                            |                                                            |                                                            |
| 1                      | Ouverture / Fermeture — / — | Longueur —                                                 | Durée 43 min                                                         | Nb. d’arrêts 51                                            | Matériel Standards                                         | Jours de fonctionnement L, Ma, Me, J, V, S                 | Jour / Soir / Nuit / Fêtes O / N / N / N                   | Voy. / an —                                                | Exploitant Libellus                                        |
| 1                      | Desserte : - Ville et lieux desservis : Castres (Aillot, Stade Pierre-Fabre, Bisséous, Collège Jean-Jaurès, Gare, ZA Espace Rocade, ZA de Mélou, ZA de la Chartreuse). - Gare desservie : Gare de Castres.                                                                                            |                                                            |                                                                      |                                                            |                                                            |                                                            |                                                            |                                                            |                                                            |
| 1                      | Autre : - Arrêts non accessibles aux UFR : Bouriatte, Bonafé, Cigales, Leclerc, Sicard, Alsace-Lorraine, Lacaze Basse. - Amplitudes horaires : La ligne circule du lundi au samedi de 6h10 à 19h40. - Date de dernière mise à jour : 25 mars 2019.                                                    |                                                            |                                                                      |                                                            |                                                            |                                                            |                                                            |                                                            |                                                            |
| 1                      | Dernière actualisation : — |                                                            |                                                                      |                                                            |                                                            |                                                            |                                                            |                                                            |                                                            |
| 2                      | Ligne 2 : Collège Thomas Pesquet - Capelanié - Borde Basse | Ligne 2 : Collège Thomas Pesquet - Capelanié - Borde Basse | Ligne 2 : Collège Thomas Pesquet - Capelanié - Borde Basse           | Ligne 2 : Collège Thomas Pesquet - Capelanié - Borde Basse | Ligne 2 : Collège Thomas Pesquet - Capelanié - Borde Basse | Ligne 2 : Collège Thomas Pesquet - Capelanié - Borde Basse | Ligne 2 : Collège Thomas Pesquet - Capelanié - Borde Basse | Ligne 2 : Collège Thomas Pesquet - Capelanié - Borde Basse | Ligne 2 : Collège Thomas Pesquet - Capelanié - Borde Basse |
| 2                      | Collège Thomas Pesquet ⥋ Borde Basse |                                                            |                                                                      |                                                            |                                                            |                                                            |                                                            |                                                            |                                                            |
| 2                      | Ouverture / Fermeture — / — | Longueur —                                                 | Durée 40 min                                                         | Nb. d’arrêts 44                                            | Matériel Standards                                         | Jours de fonctionnement L, Ma, Me, J, V, S                 | Jour / Soir / Nuit / Fêtes O / N / N / N                   | Voy. / an —                                                | Exploitant Libellus                                        |
| 2                      | Desserte : - Ville et lieux desservis : Castres (Borde Basse, Collège Jean-Jaurès, Gare, Capelanié, Milhaud). - Gare desservie : Gare de Castres. |                                                            |                                                                      |                                                            |                                                            |                                                            |                                                            |                                                            |                                                            |
| 2                      | Autre : - Arrêts non accessibles aux UFR : Goya, Plan d'eau, Tennis, Borde Basse. - Amplitudes horaires : La ligne circule du lundi au samedi de 6h36 à 19h36. - Date de dernière mise à jour : 10 décembre 2023.                                                                                     |                                                            |                                                                      |                                                            |                                                            |                                                            |                                                            |                                                            |                                                            |
| 2                      | Dernière actualisation : — |                                                            |                                                                      |                                                            |                                                            |                                                            |                                                            |                                                            |                                                            |
| 3                      | Ligne 3 : Capelanié - Lameilhé - Borde Basse | Ligne 3 : Capelanié - Lameilhé - Borde Basse               | Ligne 3 : Capelanié - Lameilhé - Borde Basse                         | Ligne 3 : Capelanié - Lameilhé - Borde Basse               | Ligne 3 : Capelanié - Lameilhé - Borde Basse               | Ligne 3 : Capelanié - Lameilhé - Borde Basse               | Ligne 3 : Capelanié - Lameilhé - Borde Basse               | Ligne 3 : Capelanié - Lameilhé - Borde Basse               | Ligne 3 : Capelanié - Lameilhé - Borde Basse               |
| 3                      | Capelanié ⥋ Borde Basse |                                                            |                                                                      |                                                            |                                                            |                                                            |                                                            |                                                            |                                                            |
| 3                      | Ouverture / Fermeture — / — | Longueur —                                                 | Durée 50 min                                                         | Nb. d’arrêts 57                                            | Matériel Standards                                         | Jours de fonctionnement L, Ma, Me, J, V, S                 | Jour / Soir / Nuit / Fêtes O / N / N / N                   | Voy. / an —                                                | Exploitant Libellus                                        |
| 3                      | Desserte : - Ville et lieux desservis : Castres (Borde Basse, Cimetière, Parc des Expositions, Collège Jean-Jaurès, Lameilhé, Capelanié). - Gare desservie : — |                                                            |                                                                      |                                                            |                                                            |                                                            |                                                            |                                                            |                                                            |
| 3                      | Autre : - Arrêts non accessibles aux UFR : Verdun, Kervénoaël, Le Val, Nayral, Camus, Prévert, Venise, Sicard, Espinassette, Cimetière, Plan d'eau, Tennis, Borde Basse. - Amplitudes horaires : La ligne circule du lundi au samedi de 6h30 à 19h40. - Date de dernière mise à jour : 25 mars 2019.  |                                                            |                                                                      |                                                            |                                                            |                                                            |                                                            |                                                            |                                                            |
| 3                      | Dernière actualisation : — |                                                            |                                                                      |                                                            |                                                            |                                                            |                                                            |                                                            |                                                            |
| 4                      | Ligne 4 : Lameilhé - Chartreuse | Ligne 4 : Lameilhé - Chartreuse                            | Ligne 4 : Lameilhé - Chartreuse                                      | Ligne 4 : Lameilhé - Chartreuse                            | Ligne 4 : Lameilhé - Chartreuse                            | Ligne 4 : Lameilhé - Chartreuse                            | Ligne 4 : Lameilhé - Chartreuse                            | Ligne 4 : Lameilhé - Chartreuse                            | Ligne 4 : Lameilhé - Chartreuse                            |
| 4                      | Palique ⥋ Chartreuse |                                                            |                                                                      |                                                            |                                                            |                                                            |                                                            |                                                            |                                                            |
| 4                      | Ouverture / Fermeture — / — | Longueur —                                                 | Durée 30 min                                                         | Nb. d’arrêts 34                                            | Matériel Standards                                         | Jours de fonctionnement L, Ma, Me, J, V, S                 | Jour / Soir / Nuit / Fêtes — / — / — / —                   | Voy. / an —                                                | Exploitant Libellus                                        |
| 4                      | Desserte : Castres |                                                            |                                                                      |                                                            |                                                            |                                                            |                                                            |                                                            |                                                            |
| 4                      | Autre : - Arrêts non accessibles aux PMR : Bossuet, Camus, Courteline, Daudet, Maillot, Lacaze Basse. - Amplitude Horaire : La ligne circule du Lundi au Samedi de 6h10 à 19h40. - Particularités L'arrêt Industrie et les arrêts entre Le Verdier et Mélou ne sont pas desservis à certaines heures. |                                                            |                                                                      |                                                            |                                                            |                                                            |                                                            |                                                            |                                                            |
| 4                      | Dernière actualisation : — |                                                            |                                                                      |                                                            |                                                            |                                                            |                                                            |                                                            |                                                            |
| 5                      | Ligne 5 : Bisséous - Aillot - Sercloise | Ligne 5 : Bisséous - Aillot - Sercloise                    | Ligne 5 : Bisséous - Aillot - Sercloise                              | Ligne 5 : Bisséous - Aillot - Sercloise                    | Ligne 5 : Bisséous - Aillot - Sercloise                    | Ligne 5 : Bisséous - Aillot - Sercloise                    | Ligne 5 : Bisséous - Aillot - Sercloise                    | Ligne 5 : Bisséous - Aillot - Sercloise                    | Ligne 5 : Bisséous - Aillot - Sercloise                    |
| 5                      | Centre-ville / Aillot ⥋ Centre-ville / Sercloise / Plombière |                                                            |                                                                      |                                                            |                                                            |                                                            |                                                            |                                                            |                                                            |
| 5                      | Ouverture / Fermeture — / — | Longueur —                                                 | Durée 23 min                                                         | Nb. d’arrêts 23                                            | Matériel Standards                                         | Jours de fonctionnement L, Ma, Me, J, V, S                 | Jour / Soir / Nuit / Fêtes — / — / — / —                   | Voy. / an —                                                | Exploitant Libellus                                        |
| 5                      | Desserte : Castres |                                                            |                                                                      |                                                            |                                                            |                                                            |                                                            |                                                            |                                                            |
| 5                      | Autre : - Arrêts non accessibles aux PMR : Wauthier, Calvaire et Sicard. - Amplitude Horaire La ligne circule de 6h30 à 19h35. |                                                            |                                                                      |                                                            |                                                            |                                                            |                                                            |                                                            |                                                            |
| 5                      | Dernière actualisation : — |                                                            |                                                                      |                                                            |                                                            |                                                            |                                                            |                                                            |                                                            |
| 6                      | Ligne 6 : Corporal - Roulandou | Ligne 6 : Corporal - Roulandou                             | Ligne 6 : Corporal - Roulandou                                       | Ligne 6 : Corporal - Roulandou                             | Ligne 6 : Corporal - Roulandou                             | Ligne 6 : Corporal - Roulandou                             | Ligne 6 : Corporal - Roulandou                             | Ligne 6 : Corporal - Roulandou                             | Ligne 6 : Corporal - Roulandou                             |
| 6                      | Centre-ville / Roulandou ⥋ Corporal / Rond-point de Mélou si desservi |                                                            |                                                                      |                                                            |                                                            |                                                            |                                                            |                                                            |                                                            |
| 6                      | Ouverture / Fermeture — / — | Longueur —                                                 | Durée 40 min                                                         | Nb. d’arrêts 40                                            | Matériel Standards                                         | Jours de fonctionnement L, Ma, Me, J, V, S                 | Jour / Soir / Nuit / Fêtes — / — / — / —                   | Voy. / an —                                                | Exploitant Libellus                                        |
| 6                      | Desserte : Castres |                                                            |                                                                      |                                                            |                                                            |                                                            |                                                            |                                                            |                                                            |
| 6                      | Autre : - Arrêts non accessibles aux PMR : Sicard et Rond-Point Mélou - Amplitude Horaire : La ligne circule de 6h18 à 19h38. - Particularités : Certains tronçon ne sont pas desservis a chaque rotation. - Dernière mise a jours :4 Juillet 2022                                                    |                                                            |                                                                      |                                                            |                                                            |                                                            |                                                            |                                                            |                                                            |
| 6                      | Dernière actualisation : — |                                                            |                                                                      |                                                            |                                                            |                                                            |                                                            |                                                            |                                                            |
| 7                      | Ligne 7 : Castres - Lagarrigue - Valdurenque | Ligne 7 : Castres - Lagarrigue - Valdurenque               | Ligne 7 : Castres - Lagarrigue - Valdurenque                         | Ligne 7 : Castres - Lagarrigue - Valdurenque               | Ligne 7 : Castres - Lagarrigue - Valdurenque               | Ligne 7 : Castres - Lagarrigue - Valdurenque               | Ligne 7 : Castres - Lagarrigue - Valdurenque               | Ligne 7 : Castres - Lagarrigue - Valdurenque               | Ligne 7 : Castres - Lagarrigue - Valdurenque               |
| 7                      | Durenque (Castres) ⥋ Autan (Valdurenque) |                                                            |                                                                      |                                                            |                                                            |                                                            |                                                            |                                                            |                                                            |
| 7                      | Ouverture / Fermeture — / — | Longueur —                                                 | Durée environ 60 min                                                 | Nb. d’arrêts 30                                            | Matériel Standards                                         | Jours de fonctionnement L, Ma, Me, J, V, S                 | Jour / Soir / Nuit / Fêtes — / — / — / —                   | Voy. / an —                                                | Exploitant Libellus                                        |
| 7                      | Desserte : Castres, Lagarrigue et Valdurenque |                                                            |                                                                      |                                                            |                                                            |                                                            |                                                            |                                                            |                                                            |
| 7                      | Autre : - Arrêts non accessibles aux PMR : De Lattre, Lardaillé et Sicard. - Amplitude Horaire : La ligne circule du Lundi au samedi de 6h55 à 19h30. |                                                            |                                                                      |                                                            |                                                            |                                                            |                                                            |                                                            |                                                            |
| 7                      | Dernière actualisation : — |                                                            |                                                                      |                                                            |                                                            |                                                            |                                                            |                                                            |                                                            |
| 8                      | Ligne 8 : Mazamet - Pont de Larn | Ligne 8 : Mazamet - Pont de Larn                           | Ligne 8 : Mazamet - Pont de Larn                                     | Ligne 8 : Mazamet - Pont de Larn                           | Ligne 8 : Mazamet - Pont de Larn                           | Ligne 8 : Mazamet - Pont de Larn                           | Ligne 8 : Mazamet - Pont de Larn                           | Ligne 8 : Mazamet - Pont de Larn                           | Ligne 8 : Mazamet - Pont de Larn                           |
| 8                      | Gare (Mazamet) ⥋ Gare (Mazamet) |                                                            |                                                                      |                                                            |                                                            |                                                            |                                                            |                                                            |                                                            |
| 8                      | Ouverture / Fermeture — / — | Longueur —                                                 | Durée 53 min                                                         | Nb. d’arrêts —                                             | Matériel Minibus                                           | Jours de fonctionnement L, Ma, Me, J, V, S                 | Jour / Soir / Nuit / Fêtes — / — / — / —                   | Voy. / an —                                                | Exploitant Libellus                                        |
| 8                      | Desserte : Mazamet et Aussillon |                                                            |                                                                      |                                                            |                                                            |                                                            |                                                            |                                                            |                                                            |
| 8                      | Autre : - Arrêts non accessibles aux PMR : La Molière Basse, Foch et Les Bausses. - Amplitude Horaire : La ligne circule 8h30 à 17h50. - Particularité ; Cette ligne est circulaire. |                                                            |                                                                      |                                                            |                                                            |                                                            |                                                            |                                                            |                                                            |
| 8                      | Dernière actualisation : — |                                                            |                                                                      |                                                            |                                                            |                                                            |                                                            |                                                            |                                                            |
| 9                      | Ligne 9 : Aussillon | Ligne 9 : Aussillon                                        | Ligne 9 : Aussillon                                                  | Ligne 9 : Aussillon                                        | Ligne 9 : Aussillon                                        | Ligne 9 : Aussillon                                        | Ligne 9 : Aussillon                                        | Ligne 9 : Aussillon                                        | Ligne 9 : Aussillon                                        |
| 9                      | Gare (Mazamet) ⥋ Gare (Mazamet) |                                                            |                                                                      |                                                            |                                                            |                                                            |                                                            |                                                            |                                                            |
| 9                      | Ouverture / Fermeture — / — | Longueur —                                                 | Durée 55 min                                                         | Nb. d’arrêts 38                                            | Matériel Minibus                                           | Jours de fonctionnement L, Ma, Me, J, V, S                 | Jour / Soir / Nuit / Fêtes — / — / — / —                   | Voy. / an —                                                | Exploitant Libellus                                        |
| 9                      | Desserte : Mazamet et Aussillon |                                                            |                                                                      |                                                            |                                                            |                                                            |                                                            |                                                            |                                                            |
| 9                      | Autre : - Arrêts non accessibles aux PMR : Reille, Centenaire, Gaches, Metz et Périés. - Amplitude Horaire : La ligne circule de 8h30 à 17h45. - Particularité : Cette ligne est circulaire. |                                                            |                                                                      |                                                            |                                                            |                                                            |                                                            |                                                            |                                                            |
| 9                      | Dernière actualisation : — |                                                            |                                                                      |                                                            |                                                            |                                                            |                                                            |                                                            |                                                            |
| 10                     | Ligne 10: Castres - Hôpital - Mazamet | Ligne 10: Castres - Hôpital - Mazamet                      | Ligne 10: Castres - Hôpital - Mazamet                                | Ligne 10: Castres - Hôpital - Mazamet                      | Ligne 10: Castres - Hôpital - Mazamet                      | Ligne 10: Castres - Hôpital - Mazamet                      | Ligne 10: Castres - Hôpital - Mazamet                      | Ligne 10: Castres - Hôpital - Mazamet                      | Ligne 10: Castres - Hôpital - Mazamet                      |
| 10                     | Durenque (Castres) ⥋ Gare (Mazamet) |                                                            |                                                                      |                                                            |                                                            |                                                            |                                                            |                                                            |                                                            |
| 10                     | Ouverture / Fermeture — / — | Longueur —                                                 | Durée - Castres -> Mazamet: 45-50min - Mazamet -> Castres: 51-58 min | Nb. d’arrêts 42                                            | Matériel Standards                                         | Jours de fonctionnement L, Ma, Me, J, V, S                 | Jour / Soir / Nuit / Fêtes — / — / — / —                   | Voy. / an —                                                | Exploitant Libellus                                        |
| 10                     | Desserte : Castres, Labruguière, Caucalières, Payrin-Augmontel, Pont-de-L'Arn, Aiguefonde, Aussillon et Mazamet |                                                            |                                                                      |                                                            |                                                            |                                                            |                                                            |                                                            |                                                            |
| 10                     | Autre : - Amplitude Horaire : La ligne circule du Lundi au Vendredi de 6h30 à 19h45 et du Lundi au Vendredi pendant les périodes scolaires de 6h40 à 19h45. |                                                            |                                                                      |                                                            |                                                            |                                                            |                                                            |                                                            |                                                            |
| 10                     | Dernière actualisation : — |                                                            |                                                                      |                                                            |                                                            |                                                            |                                                            |                                                            |                                                            |

## Parc de véhicules
En Mars 2025, le parc d'autobus du réseau Libellus est composé de 40 véhicules dont 25 bus standards et 13 minibus. Au sein de cette flotte, 2 bus fonctionnent à l'électrique, les autres véhicules sont équipés de hybride Diesel-électrique et les autres véhicules sont équipés de moteurs Diesel.

### Bus standards
| Constructeur | Modèle                          | Nombre | Numéros de parc | Période de mise en service          | Affectation             | Observation             |
| ------------ | ------------------------------- | ------ | --------------- | ----------------------------------- | ----------------------- | ----------------------- |
| MAN          | Lion's City A21                 | 4      | 49-52           | Mai 2008                            | 1, 2, 3, 4, 5, 6, 7, 10 | Réserve ou ligne 10     |
| MAN          | Lion's City A37                 | 6      | 58-61, 65-66    | Entre décembre 2013 et juillet 2018 | 1, 2, 3, 4, 5, 6, 7, 10 | –                       |
| MAN          | Lion's City A37 Hybrid          | 1      | 73              | Octobre 2014                        | 1, 2, 3, 4, 5, 6, 7, 10 | –                       |
| MAN          | Lion's City 12 E                | 1      | 79              | Mars 2021                           | 1, 2, 3, 4, 5, 6, 7     | –                       |
| MAN          | Lion's City 12 Efficient Hybrid | 5      | 74-78           | Entre mai 2020 à mars 2023          | 1, 2, 3, 4, 5, 6, 7, 10 | –                       |
| Setra        | S 415 NF                        | 1      | 62              | Juin 2008                           | 10                      | –                       |
| Van Hool     | New A330                        | 8      | 39, 47, 53-57   | Entre juillet 2004 à mars 2012      | 1, 2, 3, 4, 5, 6, 7, 10 | 39 en cours de réforme. |

### Minibus
| Constructeur  | Modèle           | Nombre | Numéros de parc | Période de mise en service        | Affectation                                         | Observation |
| ------------- | ---------------- | ------ | --------------- | --------------------------------- | --------------------------------------------------- | ----------- |
| Anadolu Isuzu | Novociti Life    | 2      | + 1 inconnu     | Décembre 2024                     | Navette Castres Centre, Navette Castres Siala       | –           |
| Citroën       | e-Jumpy          | 1      | + 1 inconnu     | Février 2022                      | TAD                                                 | –           |
| Dietrich      | Modulis 50       | 1      | + 1 inconnu     | Novembre 2020                     | Mobi-Libellus (TPMR)                                | –           |
| Mercedes-Benz | Sprinter City 75 | 1      | + 1 inconnu     | Décembre 2024                     | Navette Castres Siala                               | –           |
| Renault       | Master III TPMR  | 1      | + 1 inconnu     | Juin 2015                         | Mobi-Libellus (TPMR)                                | –           |
| Vehixel       | Cytios 3/23      | 1      | 48              | Septembre 2007                    | Navette Castres Centre, Navette Castres Siala, 8, 9 | –           |
| Vehixel       | Cytios 30        | 3      | 41, 43-44       | Entre juin 2004 et août 2004      | Navette Castres Centre, Navette Castres Siala, 8, 9 | _           |
| Vehixel       | Cytios 4         | 3      | 70-72           | Entre janvier 2019 à février 2020 | Navette Castres Centre, Navette Castres Siala, 8, 9 | –           |
| Vehixel       | Cytios 4/39      | 1      | 45              | Mai 2011                          | Reserve                                             | –           |

### Dépôts
- Le dépôt de Libellus - Les bus de l'agglomération de Castres-Mazamet est situé dans la principauté, au 11, Route de Toulouse, 81100 Castres